# Баткат
Батка́т — село в Шегарском районе Томской области. Административный центр Баткатского сельского поселения.

## География
Расположено на двух берегах речки Мундрова, левом притоке Оби.
Климатическая зона способствует земледелию, как и в других районах юга Томской области. Климат умеренно континентальный. Удалённость от зон выбросов промышленных предприятий и иного техногенного воздействия способствуют здоровой экологической ситуации. Почвы плодородные, естественные чернозёмы от остатков древних болот, вокруг села сельскохозяйственные поля, чередующиеся берёзовыми колками. Лес также имеется вокруг села, представлен во всем комплексе, характерном для юга Западной Сибири: встречается как кедрач, сосновая тайга, так и лиственные леса.
Село располагается недалеко от магистральных трасс «Томск-Бакчар-Колпашево» и «Томск-Кожевниково-Новосибирск». В XIX веке здесь проходила одна из больших дорог (большак) Иркутского тракта (участок Томск-Шегарка-Омск), однако с появлением Новосибирска эта трасса постепенно сошла на нет к 1960-м гг.
Прямые линии дают удалённость села:
- от райцентра Мельниково — на 10 км[3];
- от Томска — 60 км;
- от Новосибирска — 170 км;
- от Колпашево — 200 км.

С высоты птичьего полёта село выглядит располагающимся в три основные линии с юго-запада на северо-восток: основная улица на левом берегу речки и линии на правом берегу речки. Связующим началом является искусственная земляная плотина и улица, проходящая по ней сквозь село с северо-запада на юго-восток.

## История
Село основано русскими казаками в 1776 году. По одной из версий считается, что происхождение слова Баткат идёт от тюркского баткак — вязкий, топкий, болотистый — основные характеристики побережья протекающей здесь малой реки.
В XIX веке село относилось к Богородской волости Томского округа (Томского уезда) Томской губернии. В начале XX века село было отнесено к вновь организованной Бабарыкинской волости, в 1924 — к укрупнённой Богородской волости Томского округа губернии, с 1925 — к Богородскому району Томского округа (до 1930 — Сибирского края. При очередной реорганизации административно-территориального деления страны, в 1930—1936, село было в составе вновь образованного Шегарского района Западно-Сибирского края). В 1937 году З. С.край был расформирован, а Шегарский район вошёл на 7 лет в состав вновь образованной Новосибирской области. С 1944 года Шегарский район и Баткат относятся к Томской области.
В досоветское время, в 1867 в Баткате была построена новая деревянная однопрестольная православная церковь Во имя иконы Божией Матери, которую в 1930-м большевики закрыли, а в 1939 переоборудовали под пионерский клуб. Здание не сохранилось. В это же время, а также сразу после войны, в Баткат и близлежащие сёла ссылали врагов народа — так здесь появились эстонцы и другие люди с западных и центральных мест СССР.
Во время Великой Отечественной войны в Баткате действовал детский дом для эвакуиированных детей.
В советское время Баткат и деревни вокруг него (Каргала, Малобабарыкино, Перелюбка, Речка и Астальцово) объединены в местный орган советской власти — Баткатский сельсовет. Здесь же в Баткате была центральная усадьба организованного в этих всех поселениях колхоза, имевшего, последовательно, наименования «Баткатский» (1930-е), «К новым победам» (1950-е), «Имени 50-летия Великого Октября» — с 1967 по 1995.

## Население
| \| 1926[4] \| 2002[5] \| 2010[5] \| 2012[6] \| 2013[7] \| 2014[8] \| 2015[9] \| \| ------- \| ------- \| ------- \| ------- \| ------- \| ------- \| ------- \| \| 1203 \| ↗1265 \| ↘1201 \| ↘1193 \| ↘1172 \| ↗1182 \| ↘1172 \| \| 2021[1] \| \| \| \| \| \| \| \| ↗1184 \| \| \| \| \| \| \| 250 500 750 1000 1250 1500 2010 2021 |       |       |       |       |       |       |
| 1926 | 2002  | 2010  | 2012  | 2013  | 2014  | 2015  |
| 1203 | ↗1265 | ↘1201 | ↘1193 | ↘1172 | ↗1182 | ↘1172 |
| 2021 |       |       |       |       |       |       |
| ↗1184 |       |       |       |       |       |       |

## Транспорт
Асфальтированная 10-км дорога «Баткат—Каргала» даёт выход на областную трассу «Томск—Бакчар» («Томск—Колпашево»).
Также асфальтовая дорога идёт к Бабарыкино. Шегарский тракт «Мельниково—Томск» проходит по капитальному мосту через р.Обь и даёт круглогодичное непрерывное автомобильное сообщение с Томском (ок. 75 км).

## Связь и коммуникации
Имеется телефонная проводная связь и школа имеет Интернет-сообщение.
Действуют ретрасляторы телевизионного сигнала и мобильной сотовой связи («МТС», др.)

## Инфраструктура
Баткатская средняя общеобразовательная школа, дом культуры, в 1982 году открыт книжный магазин.

## Люди, связанные с селом
- Чернышёв, Иван Иванович — ветеран и герой Великой Отечественной войны, полный кавалер ордена солдатской Славы
- Малков, Николай Иванович — бригадир тракторного отряда колхоза имени 50-летия Великого Октября, Герой Социалистического Труда